# Мисоченко, Анна Сергеевна
Анна Сергеевна Мисоченко (род. 15 апреля 1992, Павловская, Краснодарский край) — российская легкоатлетка, специалистка по прыжкам в длину. Выступала на профессиональном уровне в 2010-х годах, победительница и призёрка первенств всероссийского значения. Представляла Краснодарский край. Мастер спорта России.

## Биография
Анна Мисоченко родилась 15 апреля 1992 года в станице Павловская Краснодарского края. Окончила Краснодарский государственный университет физической культуры, спорта и туризма (2016).
Занималась лёгкой атлетикой Региональном центре спортивной подготовки под руководством тренера Е. Н. Тищенко. Впервые заявила о себе в сезоне 2009 года, выиграв в прыжках в длину юношеский турнир в Краснодаре.
В 2010 году в той же дисциплине была третьей на юниорском всероссийском первенстве в Чебоксарах и десятой на молодёжном всероссийском первенстве в Чебоксарах.
В 2011 году на чемпионате России среди юниоров стала серебряной призёркой.
В 2012 году показала восьмой результат на молодёжном зимнем всероссийском первенстве Саранске и седьмой результат на молодёжном летнем всероссийском первенстве в Ерино.
В 2013 году выиграла бронзовую медаль на зимнем чемпионате России среди молодёжи в Волгограде и серебряную медаль на летнем чемпионате России среди молодёжи в Чебоксарах, стартовала на взрослом чемпионате России в Москве.
В 2014 году одержала победу на Кубке губернатора в Краснодаре, была пятой на зимнем чемпионате России в Москве.
В 2015 году стала пятой на зимнем чемпионате России в Москве, шестой на командном чемпионате России в Сочи, четвёртой на летнем чемпионате России в Чебоксарах.
В 2016 году завоевала бронзовые награды на зимнем чемпионате России в Москве и на командном чемпионате России в Сочи, получила серебро на Мемориале братьев Знаменских в Жуковском и на летнем чемпионате России в Чебоксарах, победила на Кубке России в Жуковском. Выполнив олимпийский квалификационный норматив, должна была выступить на Олимпийских играх в Рио-де-Жанейро, однако ИААФ на фоне допингово скандала запретила российским легкоатлетам участвовать в Играх.
В 2017 году была лучшей на командном чемпионате России в Сочи, на всероссийских соревнованиях в Ерино и на Мемориале Евстратова в Жуковском, стала серебряной призёркой на Мемориале братьев Знаменских в Жуковском и на Кубке России в Ерино, выиграла бронзовую медаль на чемпионате России в Жуковском. По окончании сезона завершила спортивную карьеру.